# Ombrello

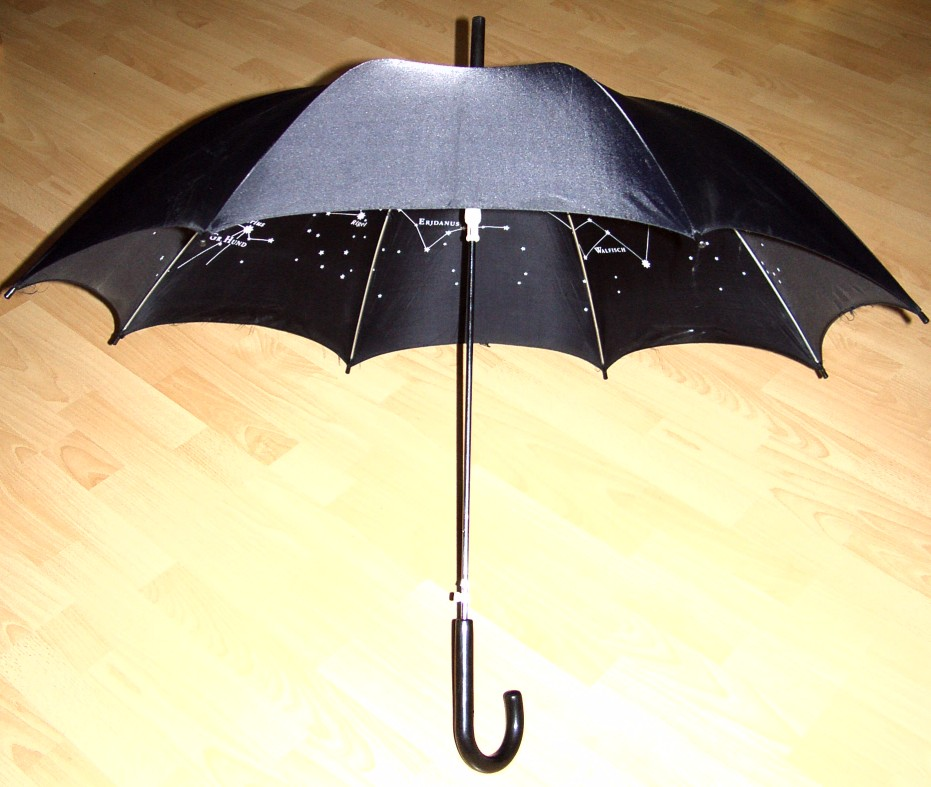
Un ombrello aperto

L'ombrello, o anche ombrella, è un accessorio usato per offrire a chi lo porta riparo dal sole fornendo ombra, nel qual caso è detto anche parasole o ombrellino, o dalla pioggia, nel qual caso è detto anche parapioggia o (raramente) paracqua.
Ha le medesime funzioni l'ombrellone, di grandi dimensioni e fissato su un appoggio anziché essere tenuto in mano. 
L'ombrello è solitamente costituito da un'asta fornita di un'impugnatura spesso ricurva e da una copertura realizzata in tessuto, che può essere tenuta aperta o ripiegata mediante un anello collegato a stecche che scorre sull'asta. La copertura è normalmente formata da spicchi di tessuto naturale o sintetico, cuciti fra di loro in modo da formare una calotta uniforme e impermeabile. Alcuni modelli di ombrello sono dotati di un meccanismo che permette il rientro del manico e di parte dell'asta in modo da occupare poco spazio al fine di riporre l'accessorio in borse e borsette. 
Non si conosce con precisione né il periodo né il luogo in cui l'ombrello fu inventato. Si pensa possa derivare dall'estremo Oriente, Cina, India o Giappone e forse presente anche nell'antico Egitto. In Cina era associato al culto dell'Imperatore, come oggetto sacro; nell'Egitto dei faraoni sarebbe stato consentito usarlo solo ai nobili; in Giappone proteggeva i samurai ed è ora un vero e proprio simbolo nazionale. Nella Grecia classica era utilizzato prevalentemente dalle donne nell'ambito del culto di Dioniso, mentre durante l'Impero Romano era usato come accessorio di abbigliamento vezzoso e seducente dalle donne più ricche. Infine entrò anche nell'iconografia pontificia come oggetto di pertinenza del papa. L'ombrello è comunque un oggetto antichissimo, che ha avuto durante i secoli varie funzioni, ma non quella tipica di oggi, che è di riparare dalla pioggia. Fino al Settecento l'ombrello è rimasto un oggetto in uso solo fra i nobili e le classi abbienti ed era portato da un servo come distintivo onorifico. Per ripararsi dalla pioggia si usavano mantelli e cappucci e solo nell'Ottocento si è iniziato a diffondere l'uso dell'ombrello come parapioggia. Come parasole è tuttora molto utilizzato nell'Estremo Oriente per mantenere, soprattutto alle donne, una carnagione chiara e non abbronzata dal sole.

## Storia
L'ombrello può essere fatto risalire a circa 3000 anni fa e aveva un simbolismo religioso e mitologico sin dalla sua prima storia. L'Egitto, la Cina e l'India sono solitamente citati come importanti luoghi geografici dell'ombrello e del parasole nella storia dell'ombrello pre-europeo. L'ombrello era associato a uno status elevato, è stato notato che "l'uso della parola ombrello dal 1653 come 'simbolo di dignità orientale o africana".

### Africa

#### Antico Egitto

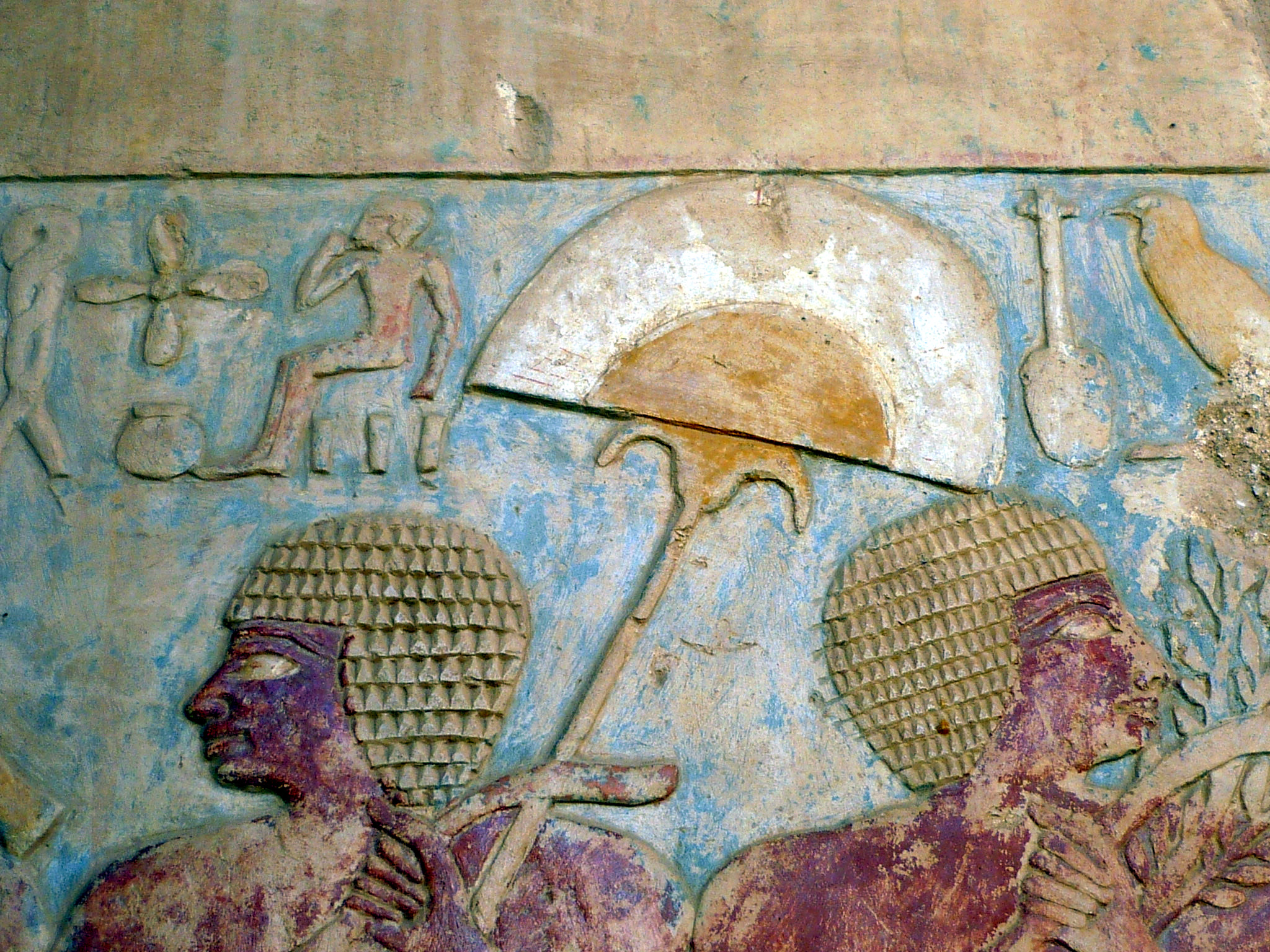
Rilievo di un parasole egiziano. Erano usati sia come parasole che come ventaglio (flabellum).

I primi parasoli conosciuti nell'antica arte egizia risalgono alla quinta dinastia, intorno al 2450 a.C. Il parasole si trova in varie forme. Tipicamente è raffigurato come un flabello, un ventaglio di foglie di palma o di piume colorate fissato su un lungo manico, somigliante a quelli oggi portati dietro il Papa nelle processioni. Il pioniere ed egittologo Gardiner Wilkinson, nel suo lavoro sull'Egitto, ha un'incisione di una principessa etiope che viaggia attraverso l'Alto Egitto su un carro; al centro si erge una specie di ombrellone fissato a un robusto palo, in stretta affinità con quelli che oggi vengono chiamati ombrelloni con sdraio. Secondo il racconto di Wilkinson, l'ombrello era generalmente usato in tutto l'Egitto, in parte come segno di distinzione, ma più per le sue qualità utili che per quelle ornamentali. In alcuni dipinti su un muro del tempio, un parasole è tenuto sopra la figura di un dio portato in processione.

#### Impero Ashanti
La data esatta in cui gli Ashanti iniziarono a usare gli ombrelli è incerta. Tuttavia, nel 1800, gli Amanhene (capi anziani) usavano grandi ombrelli multicolori. Gli ombrelli venivano usati durante le feste mentre le strade di Kumasi sfilavano con loro. Gli ombrelli sono stati utilizzati anche per fornire freschezza e sottolineare l'importanza dei vari leader.

### Americhe

#### Mesoamerica
Si dice che il distretto At della capitale azteca Tenochtitlan usasse un ombrello fatto di piume e oro come pantli, un indicatore identificativo equivalente di una bandiera moderna. Il pantli era portato dal generale dell'esercito.

### Asia

#### Antico Vicino Oriente

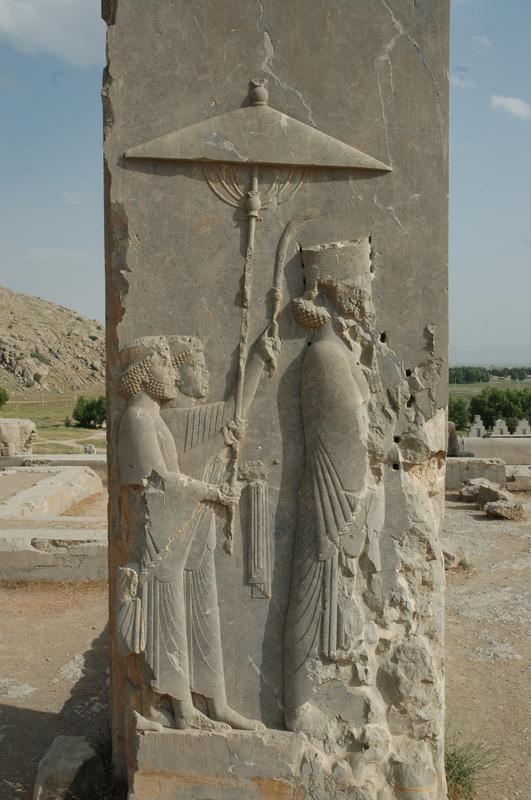
Rilievo del re persiano Serse I (485–465 a.C.) a Persepoli.

Il più antico esempio esistente di parasole apparentemente pieghevole appare nella documentazione archeologica intorno al 2310 a.C., mostrando Sargon di Akkad. Nelle sculture di Ninive il parasole compare frequentemente. Austen Henry Layard fornisce un'immagine di un bassorilievo che rappresenta un re sul suo carro, con un attendente che tiene un parasole sopra la sua testa. Ha una tenda che pende dietro, ma per il resto è esattamente come quelli in uso oggi. È riservato esclusivamente al monarca (che era calvo) e non viene mai usato da nessun'altra persona.
In Persia, il parasole si trova ripetutamente nell'opera scolpita di Persepoli, e Sir John Malcolm ha un articolo sull'argomento nella sua "Storia della Persia" del 1815. In alcune sculture compare la figura di un re assistito da un servitore, che porta sopra la testa un ombrello, completo di barelle. In altre sculture sulla roccia di Taghe-Bostan, che si suppone risalgano a non meno di dodici secoli fa, è rappresentata una caccia al cervo, alla quale assiste un re, seduto su un cavallo, con un ombrello sulle spalle tenuto da un inserviente.

#### Cina

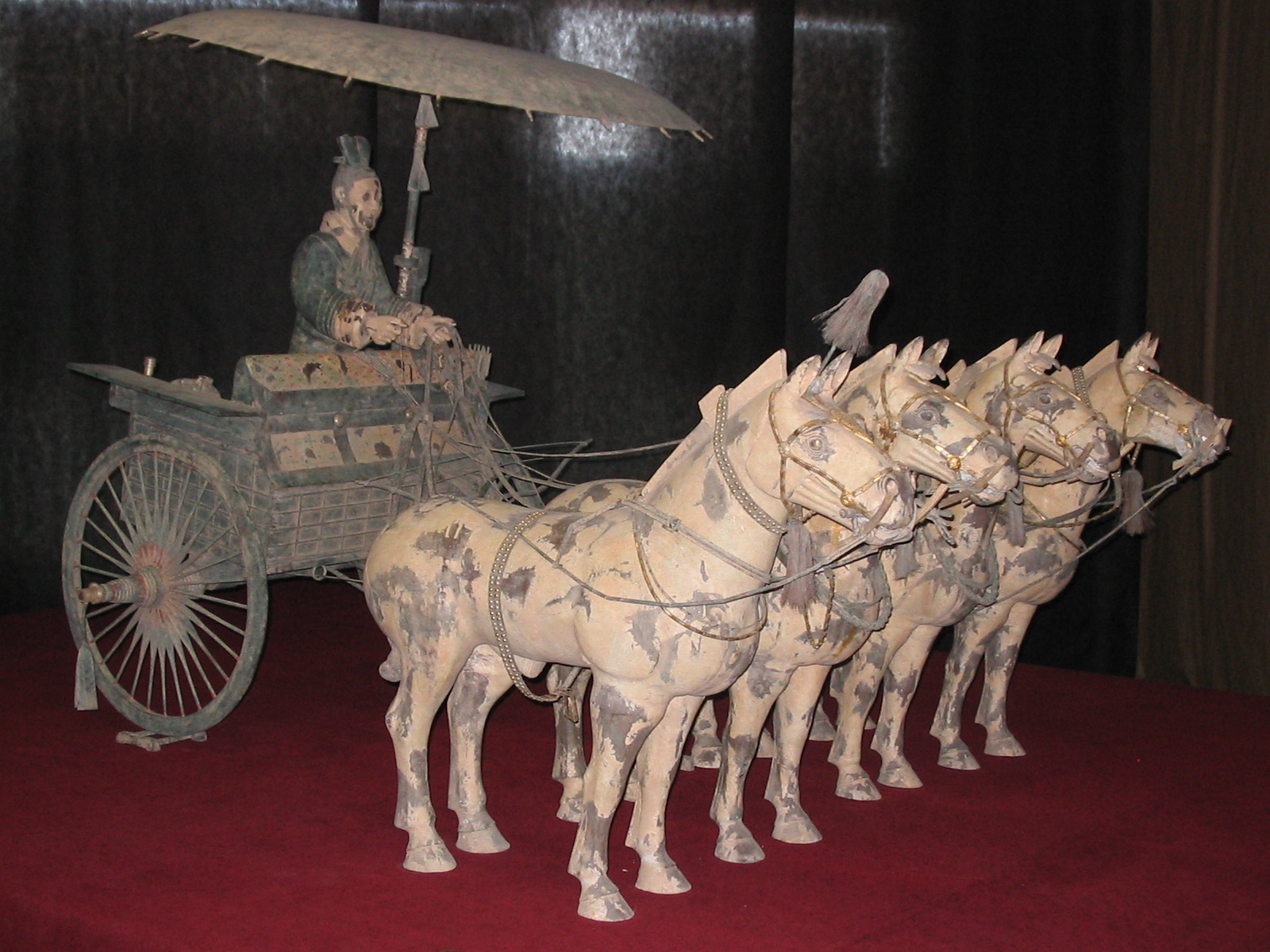
Una carrozza dell'esercito di terracotta con un ombrello saldamente fissato, dalla tomba di Qin Shihuang, c. 210 a.C.

In Cina, l'ombrello è indicato come san (cinese :傘; pinyin: sǎn, un pittogramma che ricorda il design dell'ombrello moderno). L'ombrello in Cina ha circa 4000 anni di storia dall'emergere del suo prototipo con un design di ombrello cinese relativamente completo circa 2000 anni fa.
La creazione dell'ombrello è attribuita alla moglie di Lu Ban, che lo inventò durante il Periodo dei Regni Combattenti. Alcuni ricercatori hanno supposto che la sua invenzione sia stata inizialmente creata legando grandi foglie a costole simili a rami (le parti ramificate di un ombrello). Altri affermano che l'idea derivi probabilmente dalla tenda, che rimase inalterata fino ai giorni nostri. Tuttavia, la tradizione esistente in Cina è che abbia avuto origine in stendardi che sventolavano nell'aria, quindi l'uso dell'ombrello era spesso legato all'alto rango (anche se non necessariamente alla regalità) in Cina. L'uso dell'ombrello come marcatore sociale che indica e classifica l'identità e la classe sociale dei suoi utilizzatori inizia dal periodo post-Wei e continua fino alla dinastia Ming. In almeno un'occasione, ventiquattro ombrelli furono portati davanti all'imperatore quando usciva a caccia. L'ombrello serviva in questo caso come difesa dalla pioggia piuttosto che dal sole. L'ombrellone tradizionale cinese e giapponese, spesso utilizzato vicino ai templi, rimane simile all'originale design cinese antico.
L'antico libro delle cerimonie cinesi, chiamato Zhou Li (I riti di Zhou), risalente a circa 2.400 anni fa, stabilisce che una pedana dovrebbe essere posta sui carri imperiali. La figura di questa pedana contenuta in Zhou Li, e la sua descrizione data nel commento esplicativo di Lin-hi-ye, la identificano entrambe con un ombrello. Quest'ultimo descrive la pedana come composta da 28 archi, che equivalgono alle doghe dello strumento moderno, e il bastone che sostiene la copertura come composto da due parti, la superiore essendo un'asta di 3/18 di piede cinese di circonferenza, e quello inferiore un tubo di 6/10 di circonferenza, nel quale la metà superiore è in grado di scorrere e chiudersi.
Il Libro di Han contiene un riferimento a un ombrello pieghevole, menzionando il suo utilizzo nell'anno 21 d.C. quando Wang Mang (r. 9–23) ne fece progettare uno per una carrozza cerimoniale a quattro ruote. Il commentatore del II secolo Fu Qian aggiunse che questo ombrello pieghevole della carrozza di Wang Mang aveva giunti pieghevoli che ne permettevano l'estensione o la retrazione. Da allora è stato recuperato un ombrello pieghevole del I secolo dalla tomba di Wang Guang presso la Commenda di Lelang nella penisola coreana. Tuttavia, l'ombrello pieghevole cinese potrebbe essere anteriore alla tomba di Wang. In un sito archeologico dell'epoca della Dinastia Zhouin di Luoyang, datato al VI secolo a.C., sono state trovate fusioni in bronzo di complesse cerniere con zoccolo in bronzo con scivoli e bulloni di bloccaggio, che avrebbero potuto essere utilizzate per ombrelloni e ombrelli.

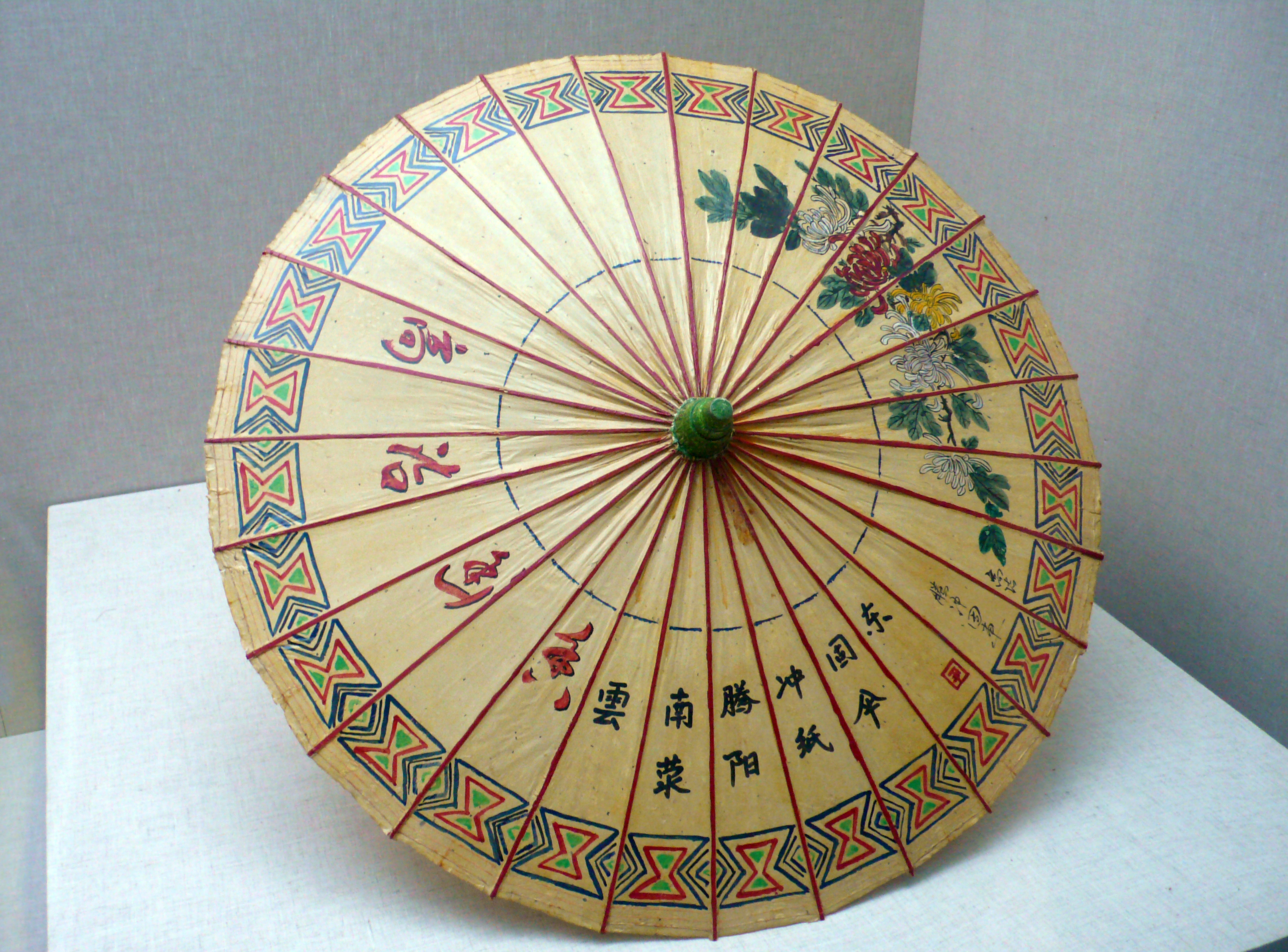
Ombrello cinese in carta oleata, Yunnan, Cina.

Un libro di divinazione cinese della tarda dinastia Song, Libro della divinazione fisionomica, astrologica e ornitomantica secondo le tre scuole (演禽斗數三世相書) di Yuan Tianwang (袁天網), stampato intorno al 1270 d.C., menziona un ombrello pieghevole che è esattamente come l'ombrello moderno della Cina di oggi.
Anche l'ombrello di carta oleata (cinese: 油紙傘; pinyin: yóuzhǐsǎn; pronuncia in mandarino:  [i̯ǒu̯ʈʂɨ̀sàn]) ha avuto origine in Cina e si è diffuso tra la gente comune dopo la dinastia Han orientale. Ha iniziato ad essere introdotto in altri paesi durante la dinastia Tang e alla fine si è diffuso in diversi paesi dell'est, del sud e del sud-est asiatico come Giappone, Malesia, Myanmar, Bangladesh, India, Sri Lanka, Tailandia e Laos, dove è stato ulteriormente sviluppato con caratteristiche diverse.

#### Antica India

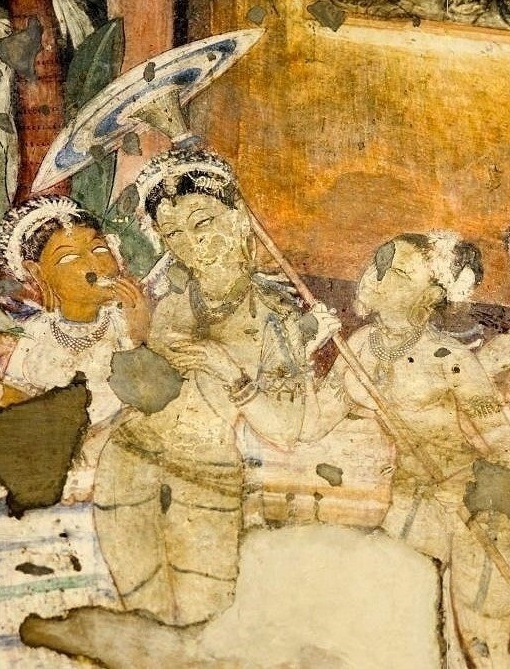
Donna con ombrello durante l'Impero Gupta.

Il poema epico sanscrito Mahabharata racconta la seguente leggenda: Jamadagni era un abile tiratore con l'arco e la sua devota moglie Renuka recuperava sempre immediatamente ciascuna delle sue frecce. Una volta, tuttavia, le ci volle un giorno intero per recuperare la freccia, e in seguito incolpò il calore del sole per il ritardo. L'arrabbiato Jamadagni scagliò una freccia al sole. Il sole implorò pietà e offrì a Renuka un ombrello.
Jean Baptiste Tavernier, nel suo libro del XVII secolo "Viaggio in Oriente", afferma che su ciascun lato del trono del Mogul c'erano due ombrelli, e descrive anche che la sala del re di Ava era decorata con un ombrello. La chháta dei principi indiani e birmani è grande e pesante e richiede un assistente speciale, che ha una posizione regolare nella casa reale. In Ava sembra che facesse parte del titolo del re, che era "Re dell'elefante bianco e Signore dei ventiquattro ombrelli".

#### Sud-est asiatico
Simon de la Loubère, che fu inviato straordinario dal re francese al re del Siam nel 1687 e nel 1688, scrisse un resoconto intitolato "Nuova relazione storica del regno del Siam", che fu tradotto nel 1693 in inglese. Secondo il suo racconto, l'uso dell'ombrello era concesso dal re solo ad alcuni sudditi. Un ombrello con più cerchi, come se due o tre ombrelli fossero fissati sullo stesso bastone, era permesso solo al re; i nobili portavano un unico ombrello da cui pendevano panni dipinti. I Talapoin (che pare fossero una sorta di monaci siamesi) avevano ombrelli fatti di una foglia di palma tagliata e piegata, in modo che il gambo formasse un manico.
Nel 1855 il Re di Birmania indirizzò una lettera al Marchese di Dalhousie in cui si definiva "Sua grande, gloriosa ed eccellentissima Maestà, che regna sui regni di Thunaparanta, Tampadipa e su tutti i grandi capi con l'ombrello del Paesi dell'est”.
L'ombrello reale a nove livelli è una delle insegne reali della Thailandia.

### Europa

#### Antica Grecia

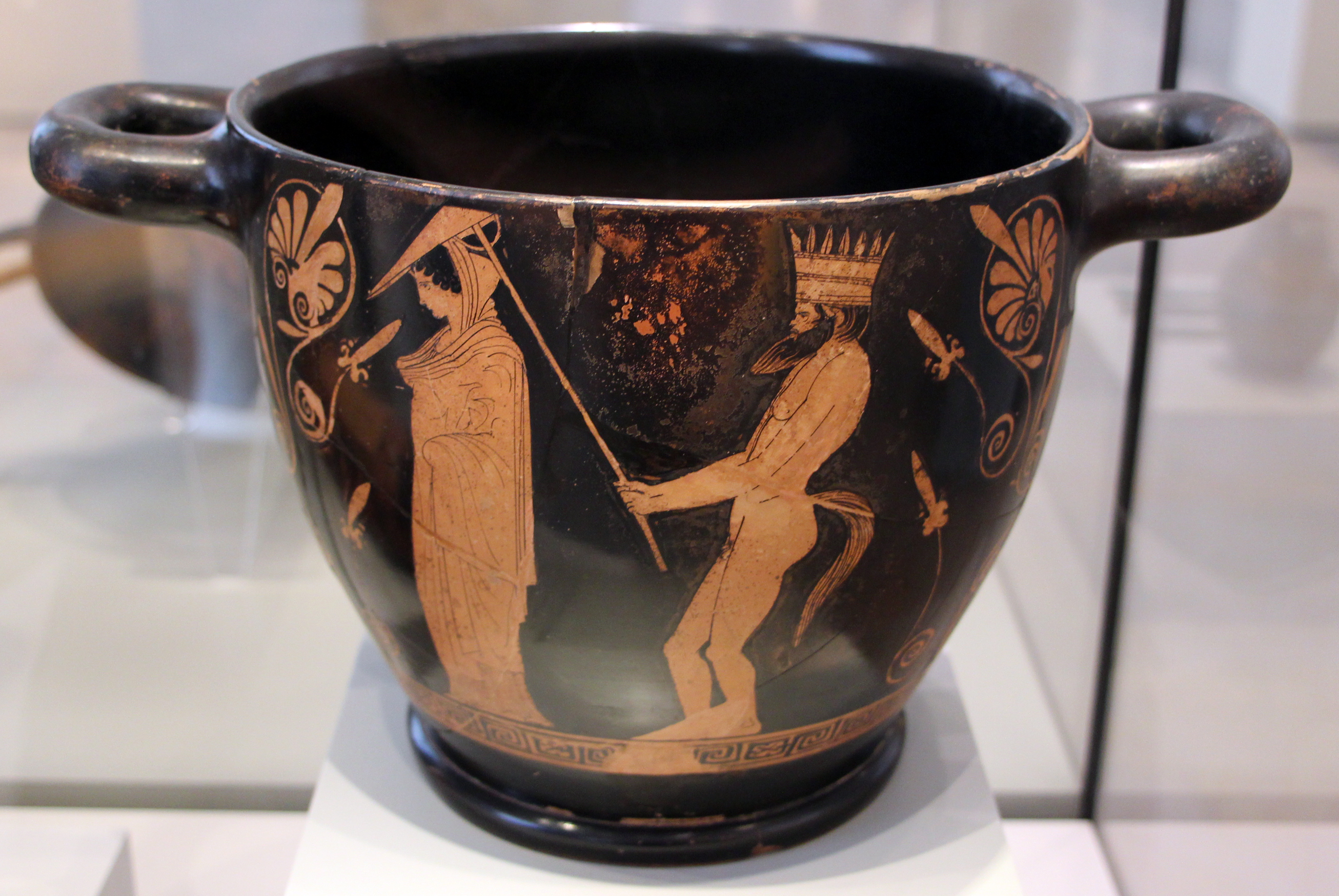
Antica ceramica greca da ca. 440 a.C.

Gli ombrelloni sono attestati per la prima volta su frammenti di ceramica del tardo periodo miceneo (1230–1190 a.C. circa). Antichi ombrelli si potevano aprire e chiudere, ma potevano esistere anche esempi rigidi. La prima prova archeologica di un ombrello pieghevole è stata portata alla luce a Samos in un contesto del 700 a.C. circa e segue da vicino la forma di un esemplare frigio leggermente più antico rinvenuto a Gordion. Il meccanismo di scorrimento dei due pezzi è notevolmente simile a quelli in uso oggi.
Nella Grecia classica, il parasole (skiadeion, σκιάδειον), era un accessorio indispensabile per una signora della moda alla fine del V secolo a.C., infatti Aristofane lo cita tra gli articoli comuni di uso femminile; apparentemente potevano aprirsi e chiudersi. Pausania descrive una tomba vicino a Triteia in Acaia decorata con un dipinto del IV secolo a.C. attribuito a Nikias; raffigurava la figura di una donna, "e accanto a lei stava una schiava, con un parasole". Per un uomo portarne una era considerato un segno di effeminatezza. Negli Uccelli di Aristofane, Prometeo ne usa uno come travestimento comico.
I cambiamenti culturali tra gli Aristoi di Grecia (l'etichetta data ai nobili nell'antica società greca) alla fine portarono a un breve periodo (tra il 505 e il 470 a.C.) in cui gli uomini usavano gli ombrelloni. L'iconografia del vaso testimonia una transizione da uomini che portano spade, poi lance, poi bastoni, poi ombrelloni, fino al nulla. L'ombrellone, all'epoca della sua moda, mostrava il lusso dello stile di vita dell'utente. Durante il periodo del loro uso, lo stile greco era ispirato al modo di vestire della nobiltà persiana e lidia: abiti larghi, lunghi capelli decorati, oro, gioielli e profumi.
Aveva anche un significato religioso. Nella Scirophoria, la festa di Atena Sciras, un parasole bianco veniva portato dalle sacerdotesse della dea dall'Acropoli al Falero. Nelle feste di Dioniso si usava l'ombrello, e in un antico bassorilievo lo stesso dio è rappresentato mentre scende ad inferos con un ombrellino in mano. Nelle Panatenee, le figlie dei Metici, o residenti stranieri, portavano ombrelli sopra le teste delle donne ateniesi come segno di inferiorità.
Durante le Panatenee, le figlie dei Metici portavano i parasoli delle fanciulle ateniesi e questo servizio era chiamato sciadephoria (σκιαδηφορία).

#### Antica Roma

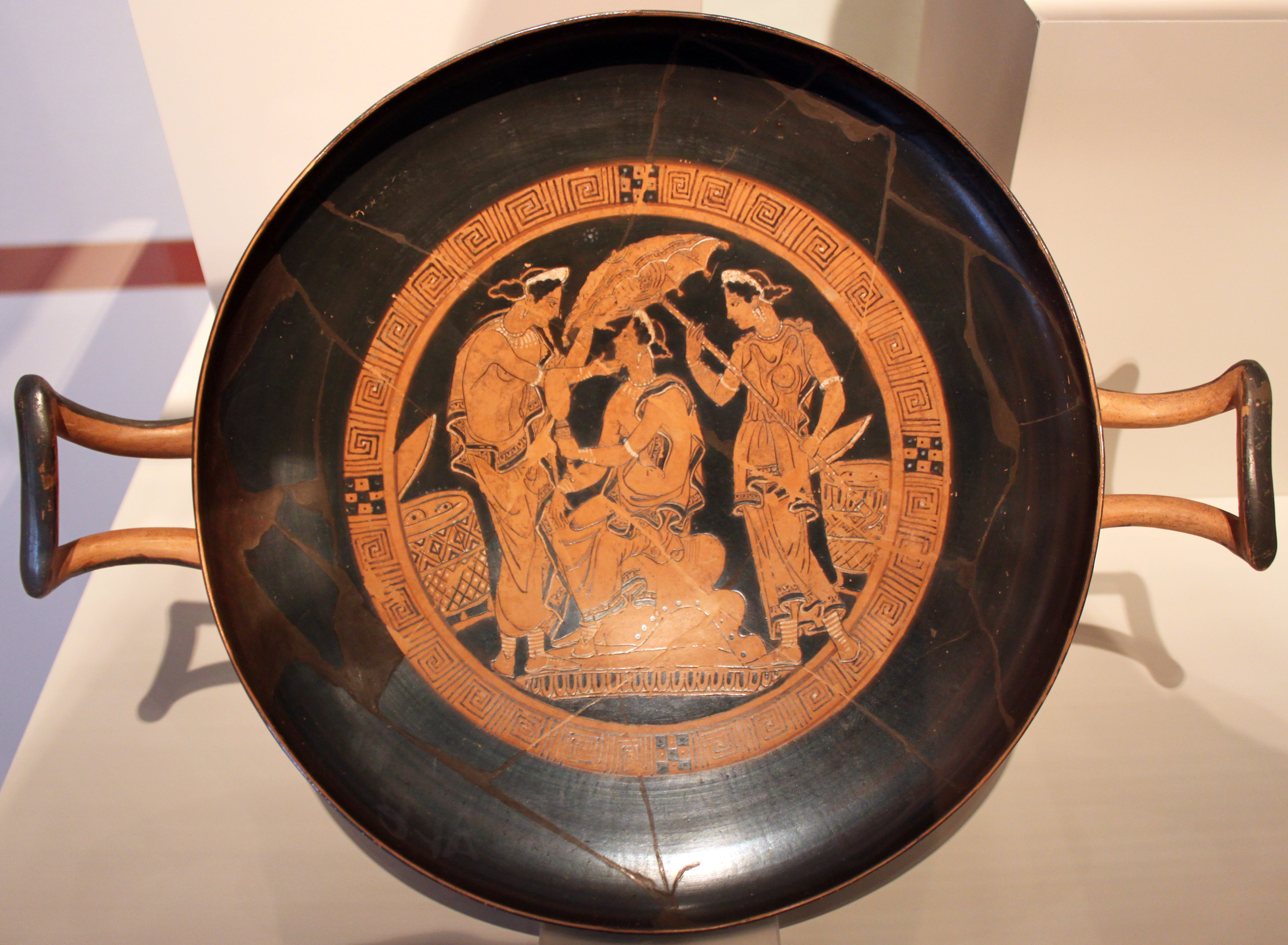
Coppa etrusca da Chiusi, Italia, 350-300 a.C.

Dalla Grecia è probabile che l'uso del parasole sia passato a Roma, dove sembra fosse usato abitualmente dalle donne, mentre era usanza anche per gli uomini effeminati difendersi dal caldo per mezzo dell'Umbraculum, fatto da pelle, e capace di essere abbassato a piacere. Ci sono frequenti riferimenti all'ombrello nei classici romani. Le allusioni ad esso sono abbastanza frequenti nei poeti. (Ovid Fast. lib. ii., 1. 31 I.; Martial, lib. xi., cap. 73.; lib. xiv, cap. 28, 130; Ovidio Ars. Em., ii., 209). Da tali accenni l'ombrello sembra essere stato impiegato come difesa dal sole, ma esistono anche riferimenti al suo uso come protezione contro la pioggia, sebbene rari (Giovenale, ix., 50.).
Secondo Gorius l'ombrello giunse dagli Etruschi arrivati a Roma e non di rado compare su vasi e ceramiche etrusche, come anche su gemme e rubini successivi. Una gemma, raffigurata da Pacudio, mostra un ombrello con manico ricurvo, inclinato all'indietro. Strabone descrive una sorta di paravento o ombrello indossato dalle donne spagnole, sebbene diverso da un ombrello moderno.

#### XVI secolo

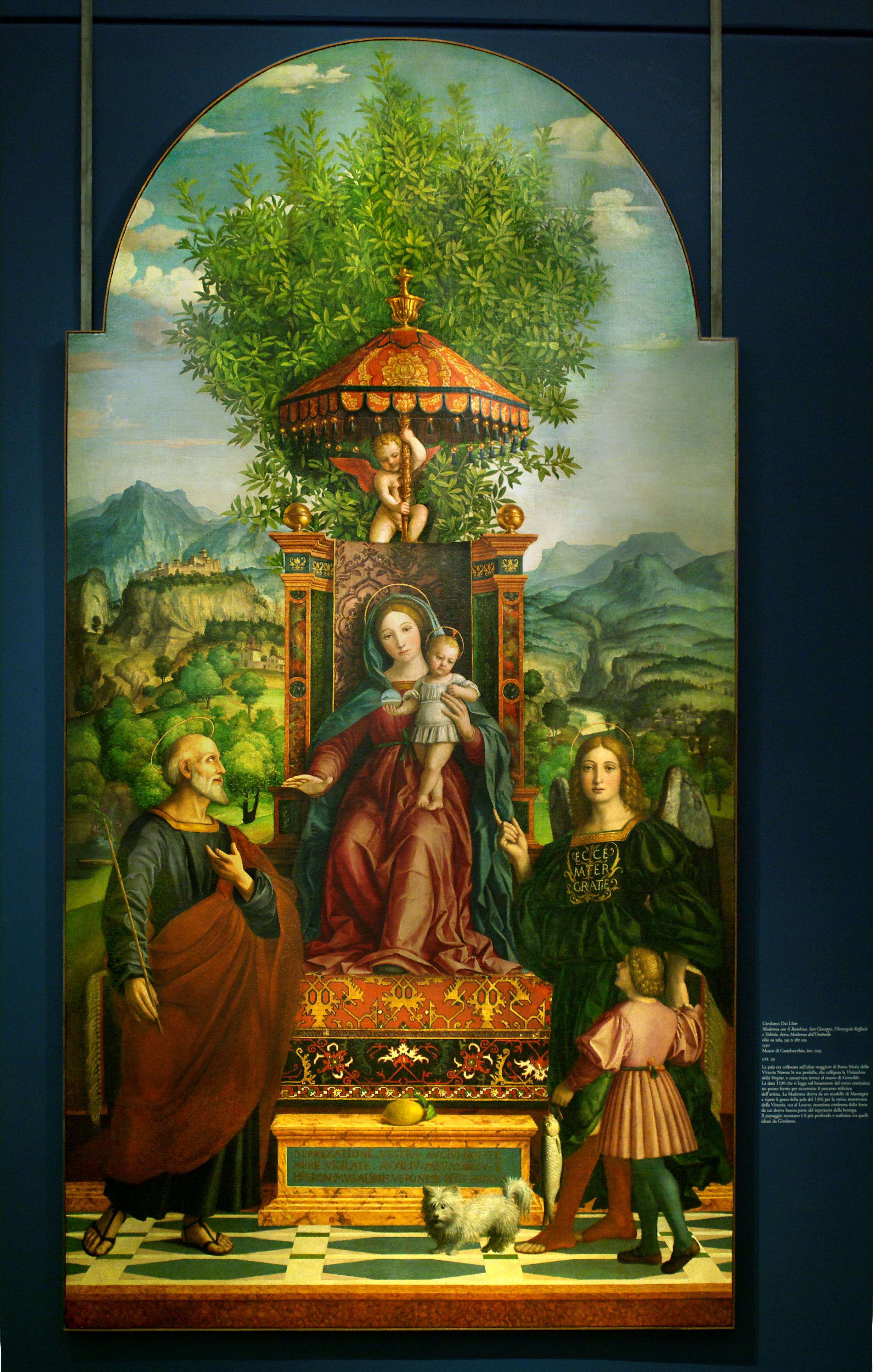
Madonna dell'Ombrello, di Girolamo dai Libri, 1530.

Una delle prime raffigurazioni è in un dipinto di Girolamo dai Libri del 1530 intitolato Madonna dell'Ombrello in cui la Vergine Maria è protetta da un putto che porta un grande ombrello rosso.

#### XVII secolo
Thomas Wright, nel suo Domestic Manners of the English, fornisce un disegno dall'Harleian MS., No. 604, che rappresenta un gentiluomo anglosassone che esce accompagnato dal suo servitore il quale porta un ombrello con un manico che si inclina all'indietro, in modo da portare l'ombrello sopra la testa della persona davanti. Probabilmente non poteva essere chiuso, ma per il resto sembra un normale ombrello, e le costole sono rappresentate distintamente.
L'uso del parasole e dell'ombrello in Francia e in Inghilterra fu adottato, probabilmente dalla Cina, verso la metà del XVII secolo. In quel periodo, si trovano frequentemente rappresentazioni pittoriche di esso, alcune delle quali mostrano il peculiare baldacchino ampio e profondo appartenente al grande parasole dei funzionari del governo cinese, portato da assistenti nativi.
John Evelyn, nel suo Diario del 22 giugno 1664, menziona una raccolta di rarità mostratagli da "Thompson", un prete cattolico romano, inviato dai gesuiti del Giappone e della Cina in Francia. Tra le curiosità c'erano "ventagli come quelli che usano le nostre signore, ma molto più grandi, e con lunghi manici, stranamente scolpiti e pieni di caratteri cinesi", che è evidentemente una descrizione del parasole.
In Crudities di Thomas Coryat, pubblicato nel 1611, circa un secolo e mezzo prima dell'introduzione generale dell'ombrello in Inghilterra, si fa riferimento a un'usanza dei cavalieri in Italia che usavano ombrelli:
In A World of Words (1598) di Giovanni Florio viene tradotta la parola italiana Ombrella
Nel Dizionario delle lingue francese e inglese di Randle Cotgrave (1614) il francese Ombrelle è tradotto

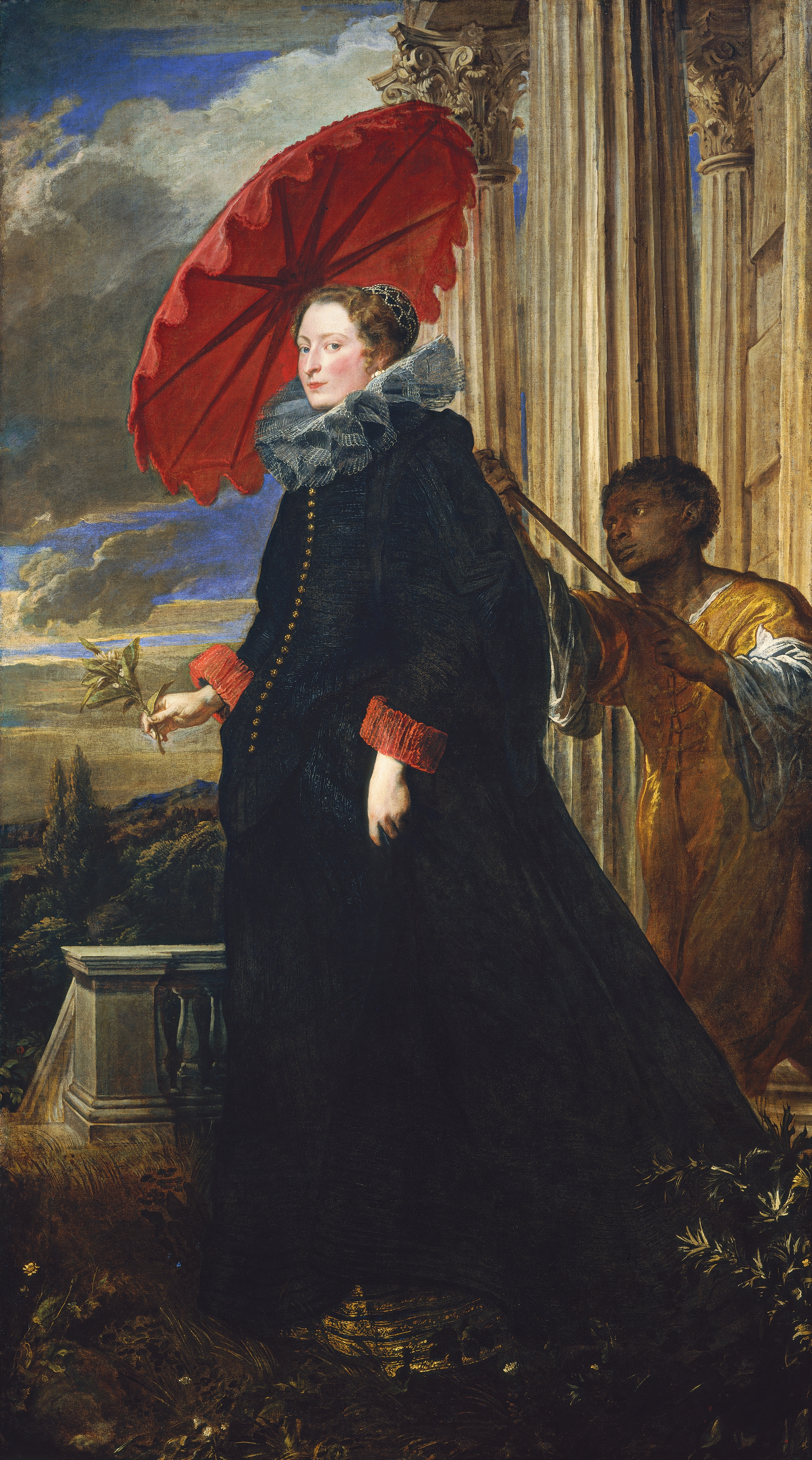
Marchesa Elena Grimaldi, di Anthony van Dyck, 1623.

Nell'Itinerary di Fynes Moryson (1617) c'è un'allusione simile all'abitudine di portare ombrelli nei paesi caldi. Il loro impiego, dice l'autore, è pericoloso, "perché raccolgono il calore in una punta piramidale, e di là lo gettano perpendicolarmente sulla testa, a meno che non sappiano come portarlo per evitare quel pericolo".
Durante la visita del Maestro di Streynsham nel 1676 alla fabbrica della Compagnia delle Indie Orientali a Masulipatnam, notò che solo il governatore della città e i successivi tre funzionari più anziani potevano farsi portare "un tondo [cioè un ombrello]".
In Francia, l'ombrello (parapluie) iniziò ad apparire nel 1660, quando il tessuto degli ombrelloni portati per proteggersi dal sole fu ricoperto di cera. L'inventario della corte reale francese del 1763 menzionava "undici parasoli di taffetà di diversi colori" e "tre parasoli di tela cerata, decorati lungo i bordi con pizzi d'oro e d'argento". Erano rari e la parola parapluie ("contro la pioggia") non entrò nel dizionario dell'Académie française fino al 1718.

#### XVIII e XIX secolo
Il dizionario di Kersey (1708) descrive un ombrello come uno "schermo comunemente usato dalle donne per tenere lontana la pioggia".
Il primo ombrello pieghevole leggero in Europa fu introdotto nel 1710 da un commerciante parigino di nome Jean Marius, il cui negozio si trovava vicino alla barriera di Saint-Honoré. Si poteva aprire e chiudere come gli ombrelli moderni e pesava meno di un chilogrammo. Marius ricevette dal Re il diritto esclusivo di produrre ombrelli pieghevoli per cinque anni. Un modello fu acquistato dalla Principessa Palatina nel 1712, che ne entusiasmò le amiche aristocratiche, rendendolo un capo di moda essenziale per le parigine. Nel 1759, uno scienziato francese di nome Navarre presentò all'Accademia francese delle scienze un nuovo progetto per un ombrello combinato con un bastone. Premendo un piccolo pulsante sul lato del bastone si apriva l'ombrello.
Il loro uso si diffuse a Parigi. Nel 1768, una rivista parigina riportava:

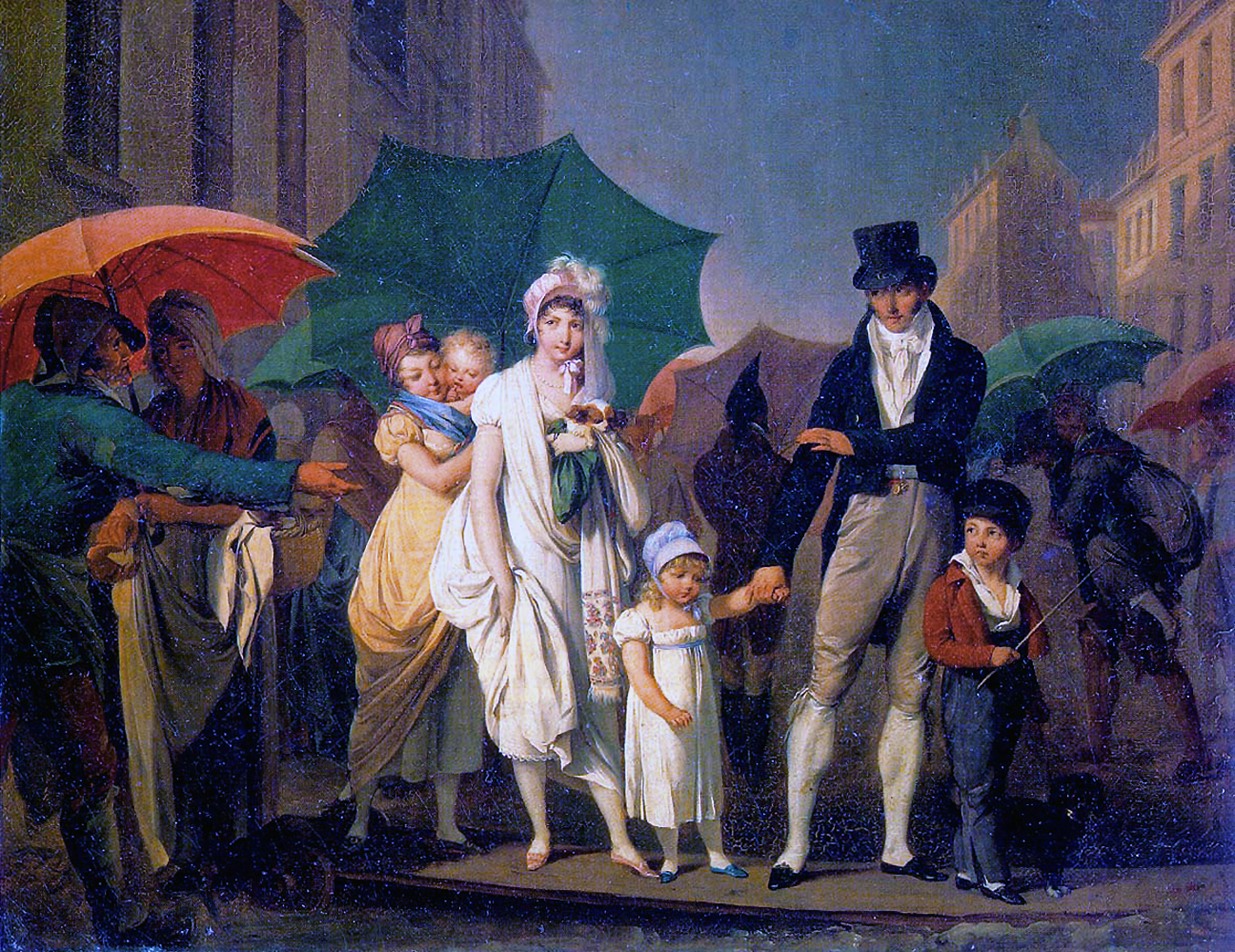
Parigini sotto la pioggia con ombrelli, di Louis-Léopold Boilly (1803).

Nel 1769, la Maison Antoine, un negozio al Magasin d'Italie in rue Saint-Denis, fu la prima ad offrire ombrelli in affitto a coloro che erano sorpresi da acquazzoni, e divenne una pratica comune. Il Tenente Generale della Polizia di Parigi emanò il regolamento per il noleggio degli ombrelli; erano fatti di seta verde oliata e portavano un numero in modo che potessero essere trovati e recuperati.
Nel 1808 c'erano sette negozi che producevano e vendevano ombrelli a Parigi; un negozio, Sagnier in rue des Vielles-Haudriettes, ha ricevuto il primo brevetto concesso per un'invenzione in Francia per un nuovo modello di ombrello. Nel 1813 c'erano 42 negozi; nel 1848 c'erano 377 piccoli negozi che producevano ombrelli a Parigi, impiegando 1400 lavoratori. Uno dei noti produttori era la Boutique Bétaille, che si trovava in rue Royale 20 dal 1880 al 1939. Un altro era Revel, con sede a Lione. Entro la fine del secolo, tuttavia, i produttori più economici dell'Alvernia sostituirono Parigi come centro di produzione di ombrelli e la città di Aurillac divenne la capitale dell'ombrello della Francia. La città produce ancora circa la metà degli ombrelli fabbricati in Francia; le fabbriche di ombrelli impiegano un centinaio di operai.
In Robinson Crusoe di Daniel Defoe Crusoe costruisce il proprio ombrello a imitazione di quelli che aveva visto usare in Brasile. "L'ho coperto di pelli", dice, "i peli verso l'esterno, in modo che respingesse la pioggia come un attico e proteggesse il sole in modo così efficace, che potevo uscire con il tempo più caldo con maggiore vantaggio di quello che potevo prima nel più fresco." Da questa descrizione l'ombrello pesante originale venne chiamato "Robinson", nome che mantennero per molti anni in Inghilterra.
Il capitano James Cook, in uno dei suoi viaggi alla fine del XVIII secolo, riferì di aver visto alcuni nativi delle isole del Pacifico meridionale con ombrelli fatti di foglie di palma. Negli altopiani di Mindanao nelle Filippine, le grandi fronde di pianta Dipteris conjugata sono usate come ombrelli.
L'uso dell'ombrello o del parasole (sebbene non sconosciuto) era raro in Inghilterra durante la prima metà del diciottesimo secolo, come è evidente dal commento fatto dal generale (allora tenente colonnello) James Wolfe, scrivendo da Parigi nel 1752; parla dell'uso degli ombrelli per proteggersi dal sole e dalla pioggia, e si chiede perché una pratica simile non sia avvenuta in Inghilterra. Più o meno nello stesso periodo, gli ombrelli sono entrati in uso generale quando le persone hanno scoperto il loro valore e hanno superato la timidezza naturale della sua introduzione. Jonas Hanway, il fondatore del Magdalen Hospital, ha il merito di essere stato il primo uomo che ha osato il pubblico rimprovero e il ridicolo portandone uno abitualmente a Londra. Poiché morì nel 1786, e si dice che abbia portato un ombrello per trent'anni, la data del suo primo utilizzo da parte sua può essere fissata intorno al 1750. John Macdonald riferisce che nel 1770 veniva chiamato così: "Francese, francese! perché non chiami una carrozza?" ogni volta che usciva con il suo ombrello. Nel 1788 però sembrano essere stati accettati: un giornale londinese pubblicizza la vendita di "ombrelli migliorati e tascabili, su telai di acciaio, con ogni altro tipo di ombrello comune".
Da allora l'ombrello è entrato nell'uso generale, in conseguenza di numerosi miglioramenti. In Cina le persone hanno imparato a impermeabilizzare i loro ombrelli di carta con cera e lacca. Il passaggio all'attuale forma portatile è dovuto, in parte, alla sostituzione della seta e del percalle con la pesante e fastidiosa seta oliata, che ha permesso di alleggerire molto le nervature e le cornici, e anche a molti ingegnosi miglioramenti meccanici nella struttura. Gli ombrelli dell'era vittoriana avevano telai di legno o fanoni, ma questi dispositivi erano costosi e difficili da piegare quando erano bagnati. Samuel Fox ha inventato l'ombrello a coste in acciaio nel 1852; tuttavia, l'Encyclopédie Méthodique menziona centine di metallo alla fine del XVIII secolo, ed erano anche in vendita a Londra negli anni Ottanta del Settecento. I design moderni di solito impiegano un tronco d'acciaio telescopico; nuovi materiali come il cotone, il film plastico e il nylon sostituiscono spesso la seta originaria.

## Struttura
Il tipico ombrello moderno è costituito dai seguenti elementi, con la relativa nomenclatura tecnica.
- Fusto o montura: tutta la struttura portante.
- Asta: la sbarra centrale, di legno, metallo o fibra di vetro.
- Manico: l'impugnatura a un'estremità dell'asta. Può essere uncinato o dritto, liscio o lavorato.
- Collano: la parte scorrevole, in plastica o metallo, da spingere o tirare per aprire o chiudere l'ombrello.
- Stecche o balene: i raggi ai quali è fissato il tessuto coprente. Il nome balena deriva dal fatto che storicamente erano realizzati con fanoni di balena. Ora generalmente sono in metallo, giunco o fibra di vetro.
- Doppianoce: la corona fissa, in cima all'asta, alla quale sono raccordate le stecche.
- Molle: gli agganci che mantengono l'apertura o chiusura.
- Ritegno: il fine corsa del collano, che impedisce l'apertura eccessiva e l'eventuale ribaltamento della cupola.
- Placca: cono di collegamento tra l'asta e il centro della cupola e di protezione.
- Puntale o puntalino: l'estremità sporgente dell'asta opposta al manico, tipicamente di metallo, osso o plastica.
- Coperta: la cupola coprente in tessuto.
- Gaide: gli spicchi di tessuto tra una stecca e l'altra, in numero variabile, cuciti insieme a formare la coperta.
- Puntine: fisse o applicate, sono i punti di fissaggio del bordo della cupola (o coperta) alle stecche. Realizzate in metallo, plastica, osso o avorio.
- Sorgetti: punti intermedi di legatura della coperta alle stecche, lungo le costure.
- Elastico: laccio di tessuto per tenere ben stretto l'ombrello dopo la chiusura.
- Bollettini: rinforzi del tessuto in corrispondenza degli snodi delle stecche, a scopo di maggior resistenza.
- Cappellotto: disco di tessuto protettivo al centro interno della cupola, tra la coperta e la doppianoce.
- Rosetta: guarnizione protettiva tra la placca e la coperta, di tessuto ripiegato e arricciato.
- Godet: anello scorrevole, tra manico e asta, per trattenere le puntine a ombrello chiuso.
- Piantino: è un tipo particolare di ombrello, di maggior pregio, che ha asta e manico realizzati con un pezzo unico di legno senza giunture, uncinato o più raramente dritto. È molto robusto e può fare anche da bastone da appoggio.

## L'ombrello tascabile
L'ombrello tascabile (pieghevole) fu inventato a Uraiújfalu (Ungheria) dai fratelli Balogh, la cui domanda di brevetto fu accolta nel 1923 dal notaio reale di Szombathely. Successivamente il loro brevetto è stato approvato anche in Austria, Germania, Belgio, Francia, Polonia, Gran Bretagna e Stati Uniti.
Nel 1928 apparvero gli ombrelli tascabili di Hans Haupt. A Vienna nel 1928, Slawa Horowitz, studentessa di scultura presso l'Akademie der Bildenden Kunste Wien (Accademia di Belle Arti), sviluppò un prototipo per un ombrello pieghevole compatto migliorato per il quale ottenne un brevetto il 19 settembre 1929. l'ombrello era chiamato "Flirt" e prodotto dalla società austriaca "Brüder Wüster" e dai loro associati tedeschi "Kortenbach & Rauh". In Germania, gli ombrellini pieghevoli venivano prodotti dalla ditta "Knirps", che divenne sinonimo nella lingua tedesca di ombrellini pieghevoli in genere. Nel 1969, Bradford E Phillips,di Loveland, Ohio, ha ottenuto un brevetto per il suo "ombrello pieghevole funzionante".

## Utilizzo contemporaneo

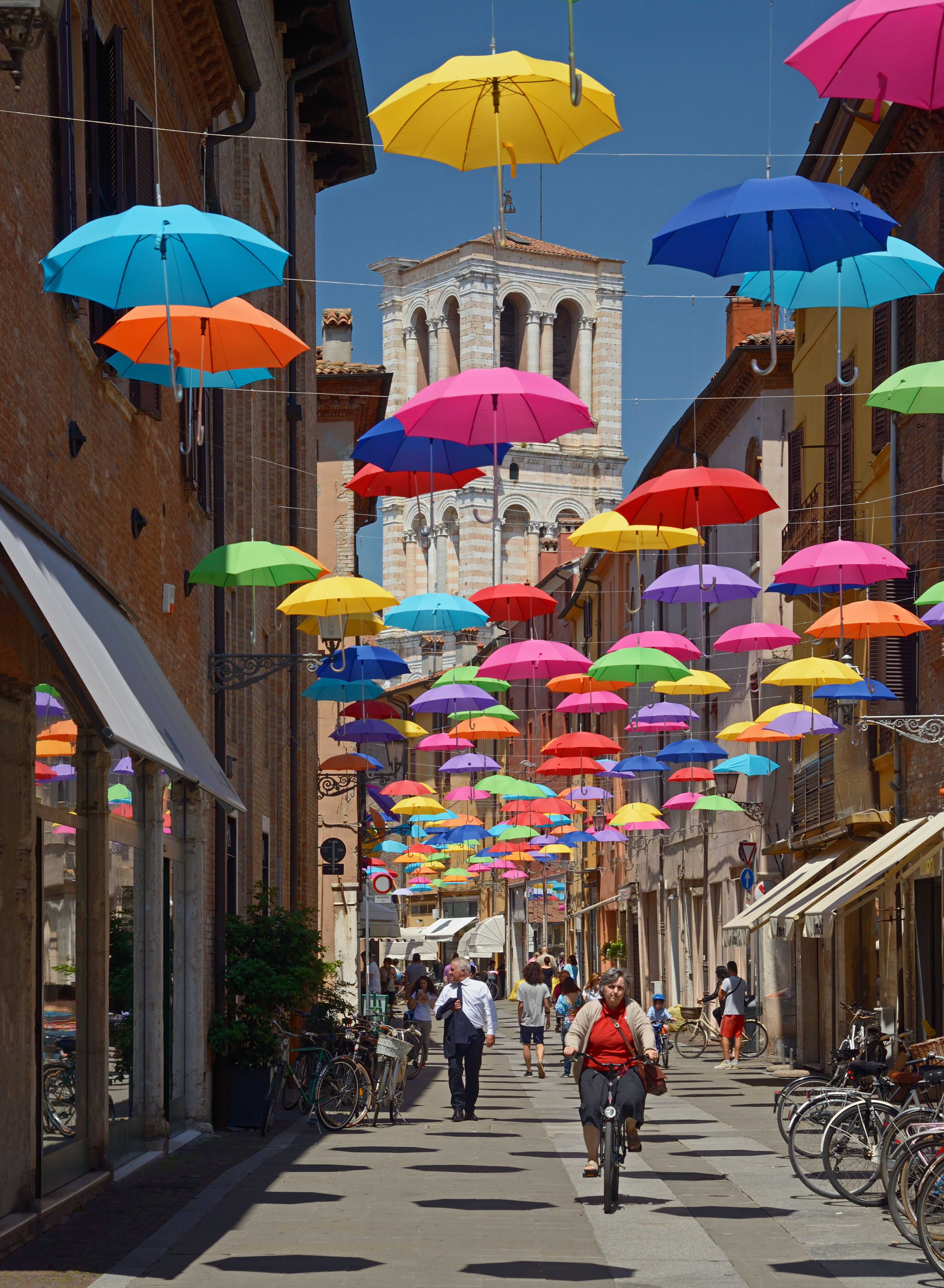
Via Giuseppe Mazzini. Ferrara

Anche gli ombrelli sono stati modellati in cappelli già nel 1880 e almeno nel 1987. Gli ombrelli da golf, una delle dimensioni più grandi di uso comune, sono in genere di circa 62 pollici (157 cm) di diametro, ma possono variare da 60 a 70 pollici (da 150 a 180 cm).
Gli ombrelli sono ora un prodotto di consumo con un grande mercato globale. A partire dal 2008, la maggior parte degli ombrelli in tutto il mondo sono prodotti in Cina, principalmente nelle province di Guangdong, Fujian e Zhejiang. La sola città di Shangyu aveva più di mille fabbriche di ombrelli. Solo negli Stati Uniti, ogni anno vengono venduti circa 33 milioni di ombrelli, per un valore di 348 milioni di dollari.
Gli ombrelli continuano a essere sviluppati attivamente. Negli Stati Uniti, vengono depositati così tanti brevetti correlati all'ombrello che l'ufficio brevetti impiega quattro esaminatori a tempo pieno per valutarli. A partire dal 2008, l'ufficio ha registrato 3000 brevetti attivi su invenzioni legate all'ombrello. Tuttavia, Totes, il più grande produttore americano di ombrelli, ha smesso di accettare proposte non richieste. È stato riferito che il suo direttore dello sviluppo degli ombrelli ha affermato che mentre gli ombrelli sono così ordinari che tutti ci pensano, "è difficile trovare un'idea di ombrello che non sia già stata realizzata".
Mentre la forma predominante del baldacchino di un ombrellone è rotonda, le forme del baldacchino sono state semplificate per migliorare la risposta aerodinamica al vento. Gli esempi includono il baldacchino a forma invisibile di Rizotti (1996), il baldacchino a forma di paletta di Lisciandro (2004) e i baldacchini a forma di lacrima di Hollinger (2004).
Nel 2005 Gerwin Hoogendoorn, uno studente olandese di design industriale della Delft University of Technology nei Paesi Bassi, ha inventato un ombrello da tempesta aerodinamico (con una forma simile a un aereo stealth) che può resistere a una forza del vento 10 (venti fino a 100 km/h o 70 mp/h) e non si capovolge come un normale ombrello oltre ad essere dotato dei cosiddetti 'salvaocchi' che proteggono gli altri dall'essere feriti accidentalmente dalle punte. L'ombrello da tempesta di Hoogendoorn ha vinto numerosi premi di design ed è apparso in Good Morning America. L'ombrello è venduto in Europa come ombrello Senz ed è venduto su licenza da Totes negli Stati Uniti.
"Nubrella" di Alan Kaufman e "Blunt" di Greg Brebner sono altri design contemporanei.

### Architettura
Negli anni '50 Frei Otto ha trasformato l'ombrello individuale universalmente utilizzato in un elemento di architettura leggera. Ha sviluppato una nuova forma ad ombrello, basata sul principio della superficie minima. La membrana caricata in tensione dell'ombrello a forma di imbuto è ora tesa sotto le barre caricate in compressione. Questa tipologia costruttiva ha reso tecnicamente e strutturalmente possibile la realizzazione di ombrelli convertibili molto grandi. I primi ombrelloni di questo tipo (Federal Garden Exhibition, Kassel, 1955) furono fissi, Frei Otto costruì i primi grandi ombrelloni convertibili per la Federal Garden Exhibition di Colonia 1971. Nel 1978 costruì un gruppo di cabriolet ombrelli per il gruppo rock britannico Pink Floydè il tour americano. La grande bellezza di queste strutture leggere ha ispirato molti progetti successivi realizzati in tutto il mondo. I più grandi ombrelli convertibili costruiti finora sono stati progettati da Mahmoud Bodo Rasch e dal suo team di SL-Rasch per fornire riparo dal sole e dalla pioggia alle grandi moschee dell'Arabia Saudita.
Opere successive dell'architetto Le Corbusier come Centre Le Corbusier e Villa Shodhan prevedono un ombrellone, che fungeva da struttura del tetto e forniva riparo dal sole e dal vento.

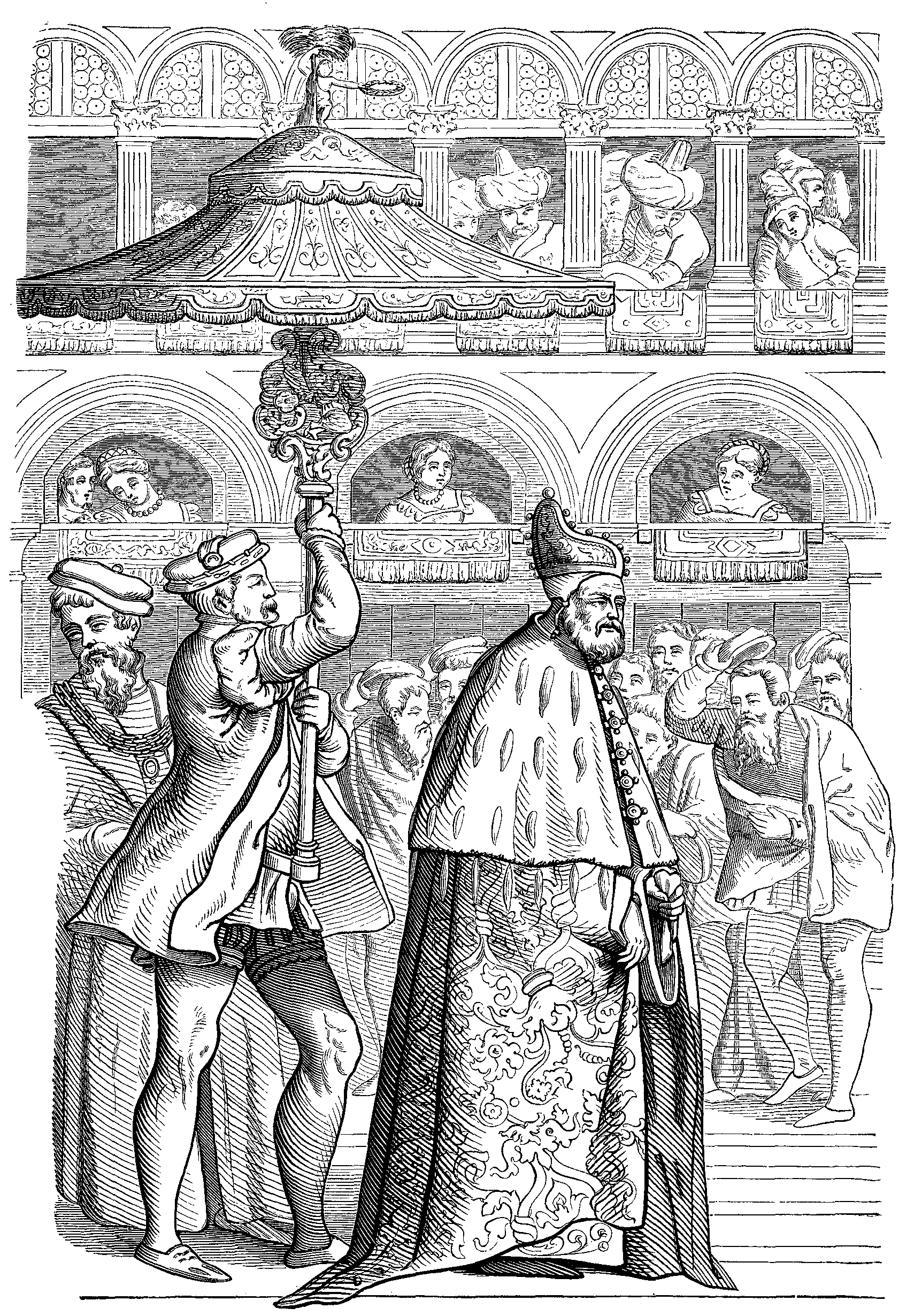
La grande processione del doge di Venezia in un'incisione del XVI secolo.

### Cerimonie
Gli ombrelli sono stati usati nell'est e sud Europa sia nelle cerimonie laiche che in quelle della chiesa. Sono stati usati nelle cerimonie della chiesa bizantina, in cui l'ombrello veniva posto sopra l'ostia. L'ombrello faceva anche parte delle regalie pontificie.

### Fotografia
L'ombrello viene usato anche dai fotografi. Questo tipo di ombrello ha un interno riflettente, serve per la diffusione della luce artificiale ed è spesso usato nei ritratti.

### Arma
È stato utilizzato come possibile arma nel bartitsu; nel gennaio del 1902 in un articolo del The Daily Mirror, veniva illustrato alle donne come difendersi dai malintenzionati usando un ombrello o un parasole.
Nel marzo del 2011 il Presidente della Repubblica francese Nicolas Sarkozy ha rivelato di aver cominciato ad usare un ombrello rinforzato in kevlar per proteggersi dagli attacchi. Questo ombrello, dal nome "Para Pactum", è costato diecimila sterline, è stato prodotto da The Real Cherbourg ed è stato portato dalla scorta di Sarkozy.
Gli ombrelli possono nascondere un'arma offensiva nell'asta. Nel 1978 lo scrittore dissidente bulgaro Georgi Markov è stato ucciso tramite una dose di ricina iniettata tramite un ombrello modificato, poi detto ombrello bulgaro. Si ritiene che il KGB abbia sviluppato un ombrello così modificato per iniettare sostanze letali.
Pochi personaggi immaginari come Ryoga Hibiki (di Ranma ½) e il Pinguino (di Batman) usano un ombrello come arma: quello del primo è pesantissimo e usato come un boomerang, mentre quello del secondo è attrezzato con armi e trucchi di vario tipo.

## Omaggi
La Giornata nazionale dell'ombrello si tiene il 10 febbraio di ogni anno in tutto il mondo.
A Gignese, vicino a Verbania sul Lago Maggiore, si trova il Museo dell'ombrello e del parasole, unico al mondo: al suo interno viene raccontata la storia dell'oggetto e degli ombrellai del Vergante e del Mottarone, forte corporazione di artigiani itineranti dell'Ottocento, dotata di un gergo segreto per trasmettere i segreti del mestiere senza essere compresi dai non iniziati.